# Бабина Долина
48°54′37″ пн. ш. 28°14′34″ сх. д. / 48.91028° пн. ш. 28.24278° сх. д.
Бабина Долина — колишнє село в Україні, входило до Мурафської сільської територіальної громади Жмеринського району Вінницької області.

## Історія
20 серпня 1448 року король Казимир записує землі «На бабиній долині» Камінецького повіту за 50 гривень шляхтичу Івану Курилу.
24 лютого 2023 року виключене з облікових даних. Територію села було приєднано до сусіднього села Пеньківка, з яким воно мало спільну інфраструктуру. На момент ліквідації села у ньому фактично проживало близько 320 людей, які, однак, при цьому були зареєстровані у Пеньківці.